# 宇宙 (游戏)
《宇宙》是Core Design开发并发行的图形冒险游戏，1994年发行，对应Amiga、Amiga CD32和DOS平台。这是Core Design继《魔魅大陆的邪咒》后，再次也是最后一次涉足冒险游戏。
在《宇宙》太空歌剧式的故事中，少年鲍里斯被送到异世界，战胜邪恶的法师国王。游戏主要获得积极评价。